# Шоуто (округ)
Округ Шоуто (англ. Chouteau County) располагается в штате Монтана, США. Официально образован в 1865 году. По состоянию на 2010 год, численность населения составляла 5 813 человек.

## География
По данным Бюро переписи США, общая площадь округа равняется 10 352,240 км2, из которых 10 287,490 км2 суша и 62,160 км2 или 0,600 % это водоёмы.

## Население
По данным переписи населения 2000 года в округе проживает 5 970 жителей в составе 2 226 домашних хозяйств и 1 613 семей. Плотность населения составляет 1,00 человек на км2. На территории округа насчитывается 2 776 жилых строений, при плотности застройки менее 1,00-го строения на км2. Расовый состав населения: белые — 84,00 %, афроамериканцы — 0,08 %, коренные американцы (индейцы) — 14,62 %, азиаты — 0,23 %, гавайцы — 0,10 %, представители других рас — 0,23 %, представители двух или более рас — 0,72 %. Испаноязычные составляли 0,67 % населения независимо от расы.
В составе 34,00 % из общего числа домашних хозяйств проживают дети в возрасте до 18 лет, 60,90 % домашних хозяйств представляют собой супружеские пары проживающие вместе, 8,40 % домашних хозяйств представляют собой одиноких женщин без супруга, 27,50 % домашних хозяйств не имеют отношения к семьям, 24,90 % домашних хозяйств состоят из одного человека, 10,60 % домашних хозяйств состоят из престарелых (65 лет и старше), проживающих в одиночестве. Средний размер домашнего хозяйства составляет 2,59 человека, и средний размер семьи 3,11 человека.
Возрастной состав округа: 28,80 % моложе 18 лет, 6,50 % от 18 до 24, 24,10 % от 25 до 44, 23,10 % от 45 до 64 и 23,10 % от 65 и старше. Средний возраст жителя округа 39 лет. На каждые 100 женщин приходится 100,80 мужчин. На каждые 100 женщин старше 18 лет приходится 97,10 мужчин.
Средний доход на домохозяйство в округе составлял 29 150 USD, на семью — 32 399 USD. Среднестатистический заработок мужчины был 22 080 USD против 19 318 USD для женщины. Доход на душу населения составлял 14 851 USD. Около 16,50 % семей и 20,50 % общего населения находились ниже черты бедности, в том числе — 29,30 % молодежи (тех, кому ещё не исполнилось 18 лет) и 8,40 % тех, кому было уже больше 65 лет.